# Magdalena Windelen
Magdalena Windelen geb. Bank (* 22. Juni 1900 in Einum, Kreis Marienburg; † 14. Juli 1991) war eine deutsche Politikerin (CDU).
Windelen gehörte vom 19. Dezember 1946 bis zum 19. April 1947 dem Landtag von Nordrhein-Westfalen in seiner zweiten Ernennungsperiode an und arbeitete an der Verfassung für das Land NRW mit. Zuletzt wohnhaft war sie in Heinsberg/Rheinland.

## Weblink
- Magdalena Windelen beim Landtag Nordrhein-Westfalen

| Personendaten    | Personendaten                   |
| ---------------- | ------------------------------- |
| NAME             | Windelen, Magdalena             |
| KURZBESCHREIBUNG | deutsche Politikerin (CDU), MdL |
| GEBURTSDATUM     | 22. Juni 1900                   |
| GEBURTSORT       | Einum, Kreis Marienburg         |
| STERBEDATUM      | 14. Juli 1991                   |